# Papa João XI
João XI  (Roma, c. 910 — Roma, c. dezembro de 935) foi o 125.° Papa da Igreja Católica, de 15 de março de 931 a de dezembro de 935.
Era filho do primeiro casamento de Marózia com Alberico I de Espoleto. Através de intrigas da mãe, que governava Roma, foi eleito Papa em Março de 931, ficando completamente sob a influência da Senatrix et Patricia romana. Para fortalecer o seu poder, Marózia casou com o cunhado Hugo, rei da Provença e Itália, levando a um governo tirânico em Roma.
Uma forte oposição apareceu entre os nobres, liderados por Alberico II, filho mais novo de Marózia. Esta foi presa e o marido fugiu. Alberico tornou-se o novo governante de Roma, dando ao Papa apenas o poder de exercer os seus deveres espirituais. Todas as outras jurisdições inerentes ao cargo pontifício foram exercidas por Alberico. João XI refugiou-se nos monges de Cluny e, em agradecimento concedeu à Congregação vários privilégios, tornando-a mais tarde um poderoso agente da reforma da Igreja. 